# Джордж Майкл
Джордж Майкл (англ. George Michael, настоящее имя Гео́ргиос Кириа́кос Панайо́ту, греч. Γεώργιος Kυριάκος Παναγιώτου; 25 июня 1963, Лондон — 25 декабря 2016, Оксфордшир) — британский певец, поэт и композитор греческого происхождения. За время музыкальной карьеры (сольной и в составе дуэта Wham!) было продано около 110 миллионов экземпляров его записей, что делает Майкла одним из самых успешных поп-певцов. Обладатель двух премий «Грэмми» — в категории «Альбом года» (Faith, 1988 год) и за лучший R&B дуэт (с Аретой Франклин, песня I Knew You Were Waiting (For Me), 1987). В 2023 году был посмертно включён в Зал славы рок-н-ролла.

## Биография
Джордж Майкл родился 25 июня 1963 года в Лондоне в семье грека-киприота, иммигрировавшего в 1950-е годы, и англичанки. Его музыкальная карьера началась в 1981 году, когда он вместе со своим школьным другом Эндрю Риджли создал группу The Executives. Группа не смогла добиться успеха, и тогда Майкл и Риджли решили выступать дуэтом под названием Wham!.

### Период «Wham!»
Они приняли сценический образ богатых повес, исповедующих гедонистический образ жизни, что было «на полную катушку» продемонстрировано в видеоклипах к дебютным синглам Wham Rap! (Enjoy What You Do) и Young Guns (Go For It). Несмотря на огромный коммерческий успех песен Wake Me Up Before You Go-Go и Last Christmas, в 1986 году дуэт распался. Синглы Wham! Careless Whisper (1984) и A Different Corner (1986) фактически были исполнены Джорджем Майклом.

### Начало сольной карьеры

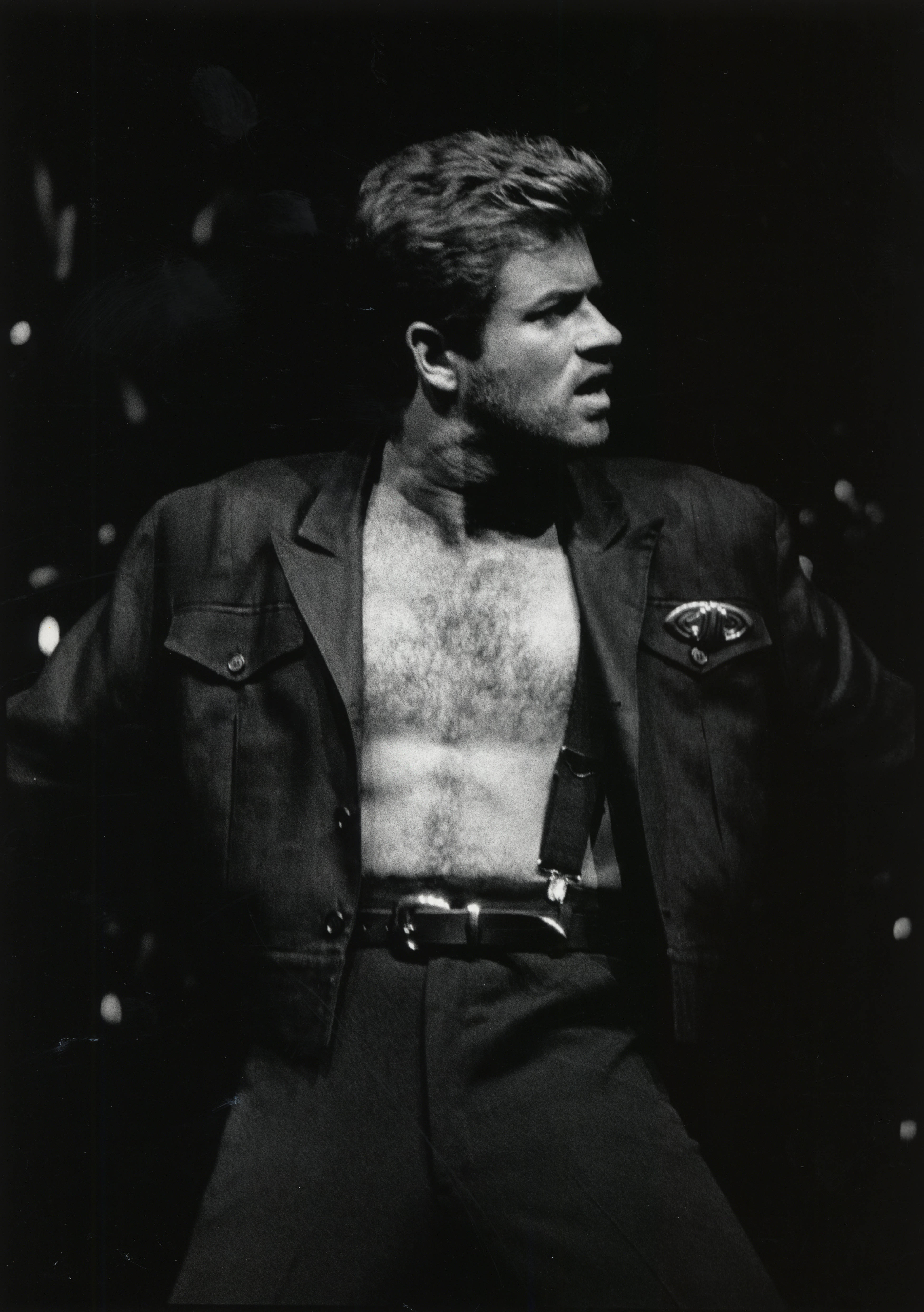
Майкл в 1988 году

После распада Wham! певец заявил, что намерен начать сольную карьеру и писать более серьёзную, взрослую музыку. Выпущенная ещё под маркой Wham! жизнеутверждающая песня Freedom привлекла всеобщее внимание к Майклу как к одной из самых талантливых и модных фигур своего поколения. Поклонники с нетерпением ожидали выхода первого сольного альбома своего кумира. Этот альбом, озаглавленный Faith, поступил в музыкальные магазины 30 октября 1987 года. На волне истерии, вызванной выходом пластинки в стиле фанк, было продано более 16 миллионов экземпляров, причём по итогам года журнал «Биллборд» назвал её самым продаваемым диском в США.
Весной 1989 года певец занял третье место в опросе газеты «Московский комсомолец», посвящённом возможным гастролям зарубежных артистов по СССР, предложенных Госконцертом (первое место заняли Pink Floyd, второе — певица Сандра).
Второй альбом Listen Without Prejudice, Vol. 1 принёс Майклу ещё два хита: Freedom! '90 и Praying for Time, но в целом был гораздо менее коммерчески успешным, чем Faith. Джордж Майкл обвинил рекорд-лейбл Sony в том, что он вкладывает недостаточно средств в рекламу альбома. Это привело к судебному разбирательству между певцом и компанией Sony, которое Майкл проиграл. Тогда певец отказался выпускать альбомы до тех пор, пока не закончится его контракт с Sony. В долгом перерыве между альбомами певец выпускает сингл Too Funky, вошедший в сборник Red Hot + Dance, и дуэт Don’t Let The Sun Go Down On Me с Элтоном Джоном, а также вместе с группой Queen принимает участие в концерте, посвящённом памяти Фредди Меркьюри.

### Возвращение в шоу-бизнес
В 1996 году на Virgin Records вышел третий сольный альбом Майкла Older, который пользовался большим успехом в Европе, чем в США, где эпоха популярности Майкла уже миновала. До первого места в Великобритании добрались такие песни, как Jesus to a Child и Fastlove.
В 1998 году Майкл был задержан полицией после попытки приставания с сексуальными намерениями в общественном туалете к молодому мужчине. Мужчина оказался полицейским в штатском. Певец был вынужден признать свою гомосексуальность, что поначалу плачевным образом сказалось на продажах его записей. В том же году вышел сборник лучших хитов Ladies & Gentlemen: The Best of George Michael, который содержал новую песню Outside на тему его каминг-аута. В этот же альбом включена песня As Стиви Уандера, которую Джордж Майкл исполнил совместно с американской певицей Мэри Джей Блайдж.
В 1999 году Майкл выпустил альбом кавер-версий своих любимых песен Songs From The Last Century.
В 2002 году Джордж Майкл попытался вернуть былую популярность, выпустив первый (с июня 2000 года) сингл Freeek!, который сопровождался дорогостоящим видеоклипом. Вложения не оправдались, так как сингл не достиг первого места даже в родной стране. Летом 2002 была выпущена политическая композиция Shoot the Dog — сатира на Джорджа Буша-младшего и Тони Блэра, которых Майкл обвинил в развязывании войны с Ираком. Она вошла в вышедший в марте 2004 году альбом Patience, который дебютировал в Великобритании на 1-м месте. Джордж Майкл объявил, что это его последний альбом для публичной продажи, а также о бесплатном скачивании своей музыки для фанатов в будущем, так как у него достаточно денег. В поддержку альбома вышли синглы «Amazing» и «Flawless (Go to the City)».
В 2005 году на международном кинофестивале в Берлине состоялась премьера документального фильма George Michael: A Different Story, к которому певец написал сценарий. На концерте Live 8 Майкл присоединился на сцене к Полу МакКартни для исполнения «Drive My Car».

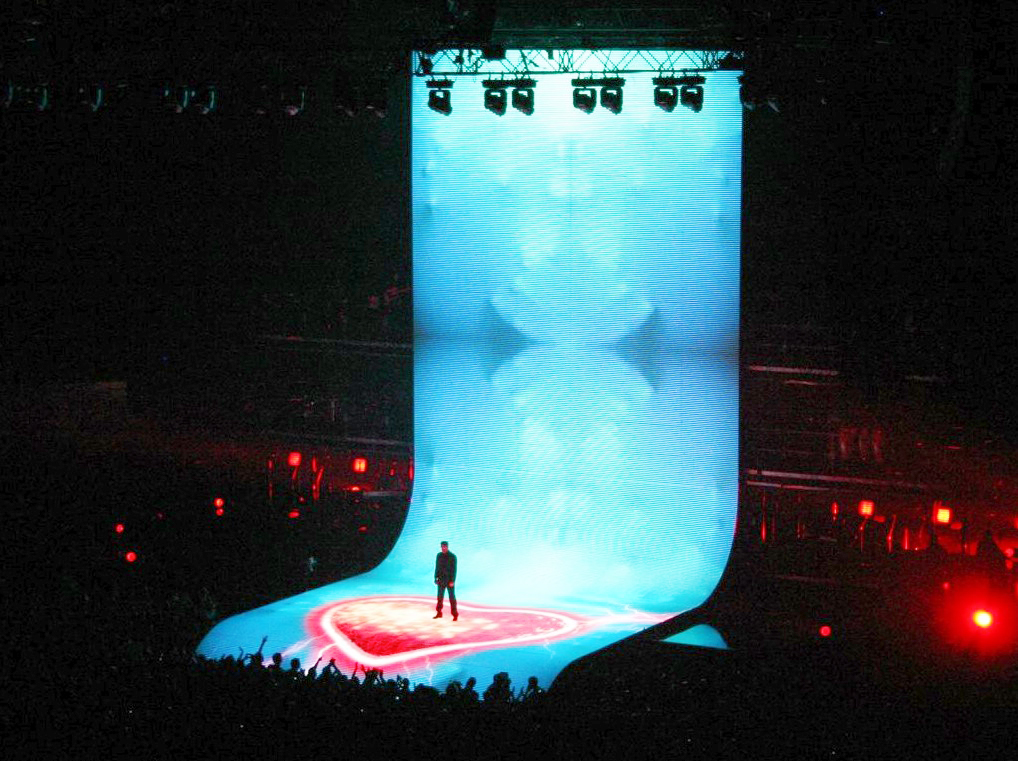
Сцена тура 25 Live

В 2006 году на MTV состоялась премьера видео на новую песню Майкла «An Easier Affair». 11 ноября 2006 года вышел альбом лучших хитов Twenty Five, приуроченный к 25-летию творческой деятельности певца. Кроме этого, впервые за 15 лет Джордж Майкл отправился в мировое турне.
В ночь на 1 января 2007 года Джордж Майкл заработал рекордный гонорар в три миллиона долларов за всего лишь один концерт на вилле олигарха Владимира Потанина под Москвой. В 2007 году объявил о продолжении своего тура, в рамках которого он впервые дал концерты в Москве и Киеве.
В 2009 году вышел первый концертный видеоальбом певца Live In London с записью концертов в лондонском Эрлс Корте в рамках тура «25 Live».

### Поздние годы
14 сентября 2010 года Окружной лондонский суд Хайбери-Корнер приговорил Майкла к 8-недельному заключению за вождение автомобиля под воздействием наркотиков и штрафу за хранение марихуаны. Певец был арестован 4 июля, когда врезался на своём автомобиле в фотомагазин в северном лондонском районе Хампстед. На судебном заседании, которое состоялось в конце августа, Джордж Майкл признал себя виновным в хранении наркотиков, за что был приговорён к тюремному заключению сроком на 2 месяца, а также штрафу в размере 1250 фунтов стерлингов. В октябре 2010 года певец был освобождён после четырёхнедельного заключения.

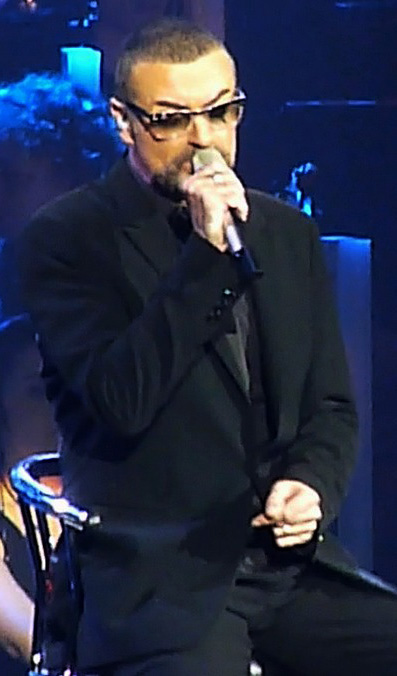
Symphonica tour. Франция, 2011 год

В мае 2011 года певец объявил о новом турне Symphonica Tour, которое началось 22 августа. Первое шоу состоялось в здании Пражской государственной оперы с участием Чешского национального оркестра. До конца года было запланировано 60 концертов (все — в Европе), однако перед выступлением в Вене музыканту резко стало плохо, и шоу отменили. У музыканта обнаружили пневмонию, заболевание протекало тяжело, он находился на грани жизни и смерти. Сообщалось, что из-за аппарата искусственной вентиляции лёгких, применявшегося при лечении, певец мог навсегда потерять свой голос. Однако затем он пошёл на поправку, о чём 23 декабря 2011 года сообщил в видеообращении во дворе своего лондонского дома.
Летом 2012 года вышел новый сингл Джорджа Майкла «White Light». В песне говорится о пережитом музыкантом во время болезни, и он благодарит всех, кто молился о его выздоровлении. С этой песней (а также с одним из прежних хитов — песней «Freedom») Майкл выступил 12 августа 2012 года на закрытии 30-х Летних Олимпийских игр в Лондоне.
Symphonica Tour был возобновлён 4 сентября 2012 концертом в венском Stadthalle.
17 мая 2013 года ночью Джордж Майкл попал в ДТП. Инцидент произошёл на пересечении трассы M1 и лондонской кольцевой автодороги.
В начале 2014 года артист сообщил о том, что готов представить долгожданный шестой сольный альбом. Концертный альбом под названием Symphonica был выпущен 17 марта; в него вошло 14 песен для стандартного издания и 17 для делюкс.

### Смерть

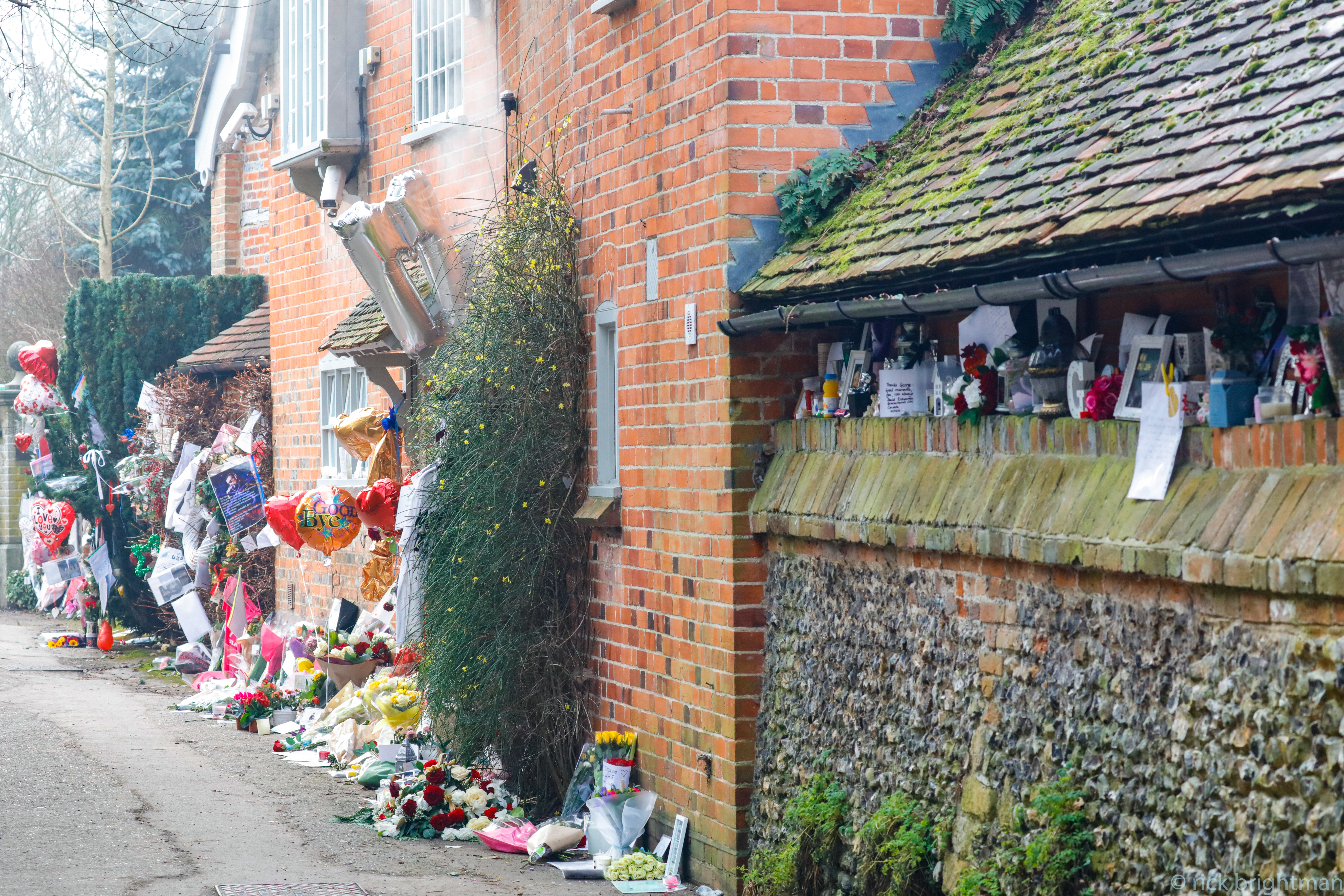
Поместье Goring-on-Thames, Южный Оксфордшир

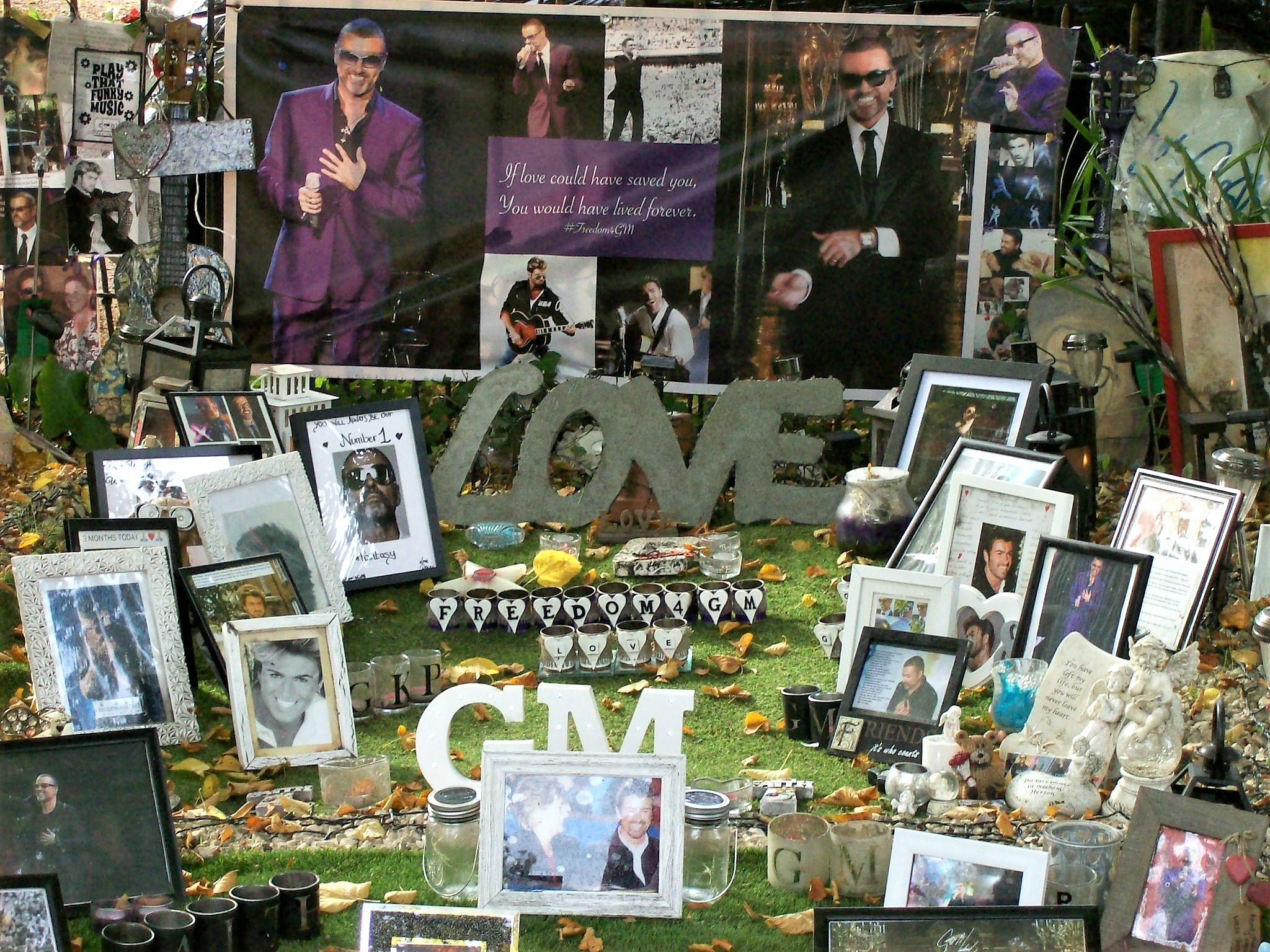
Неофициальный мемориальный сад Джорджа Майкла, неподалёку от его дома

25 декабря 2016 года Джордж Майкл скончался у себя дома в Южном Оксфордшире (южная Англия) во сне от сердечной недостаточности в возрасте 53 лет. Мёртвым певца обнаружил его гражданский муж Фади Фаваз, о чём сообщил посредством социальных сетей:
Это Рождество я никогда не забуду. Я нашёл своего партнёра мёртвым, мирно лежащим в постели. Я никогда не перестану скучать по тебе.
29 декабря 2016 года было проведено вскрытие, но оно не смогло установить истинной причины смерти. Полиция долины Темзы сообщила, что будут проведены дальнейшие исследования. 7 марта 2017 года было установлено, что смерть наступила от естественных причин (дилатационная кардиомиопатия и стеатоз печени).
Похороны Джорджа Майкла, согласно его завещанию, прошли на кладбище в Хайгейте на севере Большого Лондона, рядом с могилой матери. Церемония состоялась 29 марта 2017 года, на ней присутствовали только семья и близкие друзья покойного.

## Благотворительная деятельность
Вскоре после смерти Джорджа Майкла выяснилось, что на протяжении многих лет он был щедрым филантропом, который совершенно не афишировал свою благотворительную деятельность. Так, певец поддерживал фонд Терренса Хиггинса, оказывающий помощь ВИЧ-инфицированным и больным СПИДом, Макмиллановский фонд поддержки больных раком, а также, как стало известно со слов основательницы службы Childline (британский телефон доверия для детей и подростков), с 1996 года Майкл перечислял на их счёт все доходы от песни Jesus to a Child. Кроме того, он жертвовал денежные средства обычным людям, оказавшимся в тяжелой жизненной ситуации, выступал для незнакомцев, однажды провёл бесплатный концерт для медсестёр, который организовал вскоре после смерти его матери от рака, а также работал волонтёром в приюте для бездомных. Телеведущий Ричард Осман поделился историей о том, как героиня его программы Deal or No Deal рассказала, что хочет забеременеть, однако у неё нет денег на процедуру ЭКО, а на следующий день Майкл прислал ей 15 тысяч фунтов.

## Личная жизнь

### Сексуальная ориентация
Майкл утверждал, что его первые фантазии были связаны с женщинами и «он чувствовал себя гетеросексуалом», но, став подростком, начал интересоваться и мужчинами; позже он объяснял, что «на это повлияло его специфическое окружение». В 19 лет Джордж признался в своей бисексуальности. Он рассказал об этом одной из сестёр, и та посоветовала ему не сообщать про это родителям. В 1999 году в интервью журналу The Advocate Майкл рассказал главному редактору Джуди Вайдер, что он «на данный момент влюблён в мужчину и больше не являюсь бисексуалом». «У меня никогда не возникало проблем с тем, что я гей». «Я несколько раз влюблялся в женщин, но, влюбившись в мужчину, понял, что это не сравнится с тем, что я испытывал ранее».
В 2007 году в интервью Джордж Майкл рассказал, что скрывал факт своей гомосексуальности лишь потому, что не знал, как отреагирует его мать.
Говоря о временах Wham! в 1980-е, Майкл сказал: «…Я спал с женщинами довольно часто, но никогда не чувствовал, что это может перерасти в серьёзные отношения, потому что знал, что в эмоциональном плане я был геем. Я не хотел что-то совершать с ними, но я был увлечён. А затем мне стало стыдно, что пользовался ими».

### Отношения
В начале 1980-х Майкл был в отношениях с американской визажисткой китайского происхождения Кэти Йонг, которая некоторое время была его музой и даже снялась в одном из его клипов на песню I Want Your Sex. Майкл говорил о ней как о добросовестной девушке, которая знала о его бисексуальности. В 2016 году после смерти Майкла Кэти призналась, что он был ей настоящим другом, с которым связаны лучшие годы её жизни.
В 1991 году Майкл начал встречаться с Ансельмо Фелеппой, модельером из Бразилии, с которым познакомился на рок-концерте Rock in Rio в 1991 году. Спустя шесть месяцев после знакомства его партнёр получил известие, что болен СПИДом. Фелеппа умер в 1993 году от кровоизлияния в мозг, вызванного заражением. Сингл Майкла Jesus to a Child с альбома Older — своего рода дань памяти Фелеппе. В 2008 году Майкл сказал о потере партнёра: «Это было ужасно депрессивное время для меня. Потребовалось около трёх лет, чтобы прийти в себя, а после я потерял ещё и маму. Я чувствовал себя почти проклятым».
В 1996 году Джордж Майкл вступил в отношения с Кенни Госсом, бывшим спортсменом из Далласа. Пара обзавелась домами в Лондоне и Далласе. В конце ноября 2005 года сообщалось, что Майкл и Госс должны зарегистрировать свои отношения в Великобритании, но из-за негативной огласки и предстоявшего тура музыканта они отложили регистрацию на более позднее время. 22 августа 2011 года на премьере своего Symphonica World Tour, Майкл сказал, что он и Госс расстались за два года до тура. Госс присутствовал при оглашении приговора Майклу за вождение под воздействием марихуаны 14 сентября 2010 года.
С осени 2011 года и вплоть до своей смерти Майкл встречался с австралийским парикмахером ливанского происхождения Фади Фавазом.

### Сексуальные скандалы
7 апреля 1998 года Джордж Майкл был арестован за «участие в непристойных деяниях» в общественном туалете парка в Беверли-Хиллз. Арест произвёл полицейский под прикрытием Марсело Родригес. В интервью MTV Майкл заявил: «Я пошёл в уборную, за мной последовал этот коп. Я даже не знал, что он полицейский. Стало очевидно, что он начал играть в игру, которая, как я думаю, называется „я покажу тебе кое-что своё, ты покажешь кое-что своё, а после того, что ты мне покажешь, я арестую тебя“». За отказ оспаривать обвинения в суде Майкл был оштрафован на 810 долларов США и приговорён к 80 часам исправительных работ. Вскоре после этого Майкл сделал видео для своего сингла «Outside», сюжет которого явным образом был основан на инциденте в общественном туалете. В видео показаны целующиеся полицейские. Родригес заявил, что Майкл в этом видеоклипе издевается над ним, а кроме того, оклеветал его в интервью. В 1999 году он подал против певца судебный иск в 10 млн долларов США. Суд отклонил иск, но апелляционный суд возобновил рассмотрение. Апелляционный суд отклонил иск Родригеса, обосновав это тем, что Родригес, будучи государственным служащим, не имеет законных оснований получить возмещение за эмоциональное потрясение.
После этого инцидента Джордж Майкл признался в своей гомосексуальности и заявил, что с июня 1996 года состоит в отношениях с Кенни Госсом.
23 июля 2006 года Джордж Майкл уединился в кустах лондонского парка Хэмпстед-Хит с 58-летним безработным водителем грузовика Норманом Киртлэндом, где был пойман журналистами.

## Дискография

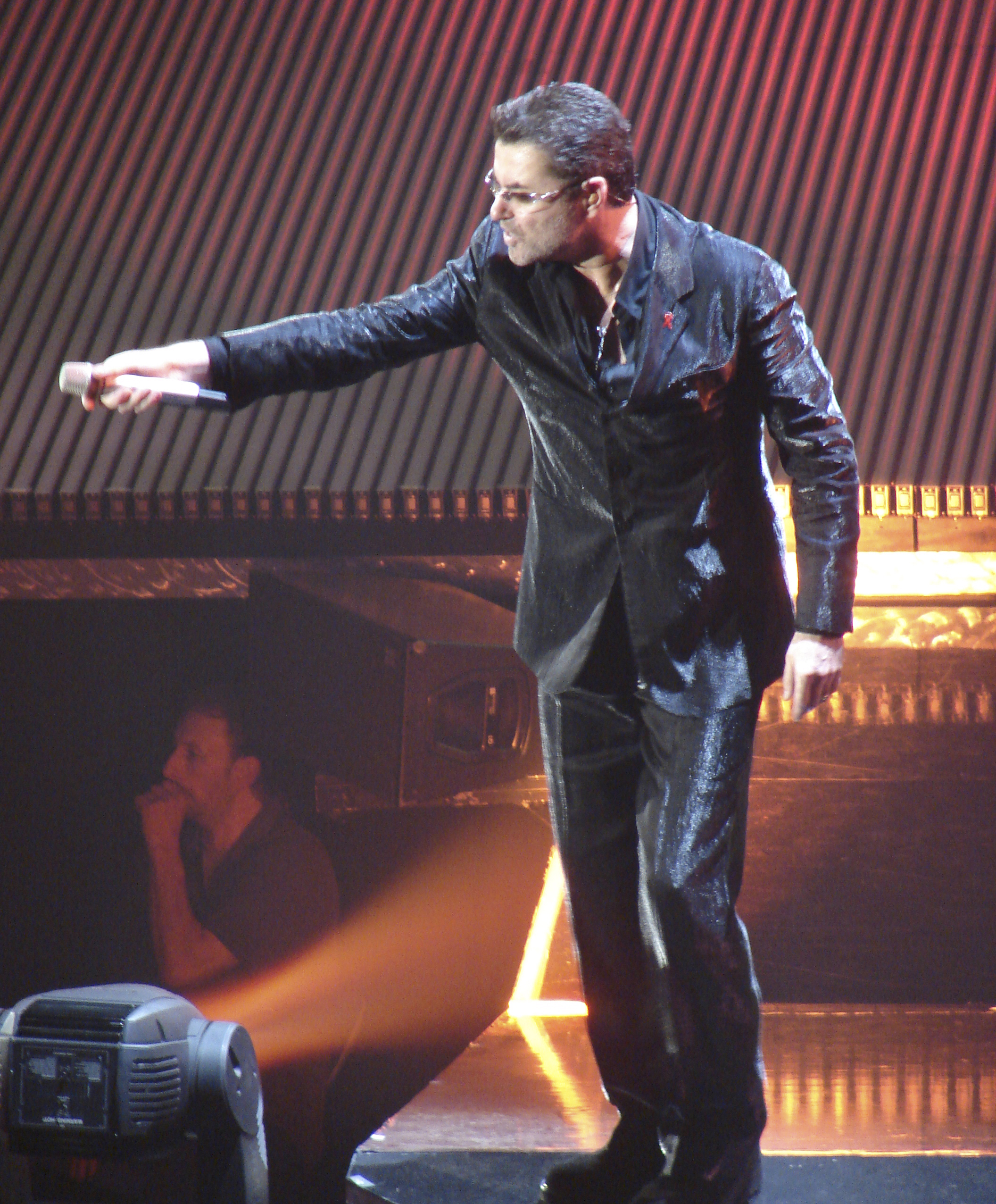
Концерт в Бельгии, 2006 год

### Студийные альбомы
- Faith (1987)
- Listen Without Prejudice, Vol. 1 (1990)
- Older (1996)
- Songs From The Last Century (1999)
- Patience (2004)

### Компиляции
- Ladies and Gentlemen: The Best of George Michael (1998)
- Twenty Five (2006)

### Мини-альбом
- Five Live EP (1993)

### Синглы, возглавлявшиеBillboard Hot 100
- «Careless Whisper» (1985)
- «I Knew You Were Waiting (For Me)» (1986, дуэт с Аретой Франклин)
- «Faith» (1987)
- «Father Figure» (1988)
- «One More Try» (1988)
- «Monkey» (1988)
- «Praying For Time» (1990)
- «Don’t Let the Sun Go Down on Me» (1991, дуэт с Элтоном Джоном).

## Фильмография

### Документальное кино
- George Michael: Freedom Uncut (2022)